# Diplodus capensis
Diplodus capensis es una especie de peces de la familia Sparidae en el orden de los Perciformes.

## Morfología
Los machos pueden llegar alcanzar los 45 cm de longitud total.

## Distribución geográfica
Se encuentra en las  costas del sureste del  Atlántico y del Océano Índico occidental: desde Angola hasta  Mozambique y sur de Madagascar, y, posiblemente, Mauricio.